# 楊昱
楊 昱（よう いく、478年 - 531年）は、北魏の官僚・軍人。字は元晷。本貫は恒農郡華陰県。

## 経歴
楊椿の子として生まれた。広平王元懐の下で左常侍を初任とした。元懐は武事を好んで、しばしば遊猟に出かけたため、楊昱はそのたびごとに諫めた。正始年間、京兆と広平の2王国の臣下たちに気ままなふるまいが多かったことから、宣武帝は御史中尉の崔亮に命じて糾明させ、洛陽の市で処刑された者が三十数人に及び、処刑されなかった者も官爵を剥奪されて民とされた。ただ楊昱と博陵の崔楷だけがたびたび王を諫めていたため、処罰を免れた。後に楊昱は太学博士・員外散騎侍郎に任じられた。
さかのぼって500年（景明元年）に王粛が揚州刺史に任じられ、洛陽の東亭で送別の宴が設けられたとき、楊昱は伯父の楊播とともに同席した。宴会の後、広陽王元嘉や北海王元詳らが楊播に議論をふっかけたが、楊播は折れようとしなかった。元詳は「きみの伯父上は気が強く、理に屈しようとしない。偉いことではきみの父上に及ばないな」と楊昱に言った。楊昱は「昱の父は道隆（たか）くして則（すなわ）ちその隆きに従い、道洿（くぼん）で則ちその洿（くぼみ）に従います。伯父は剛にして則ち吐かず、柔にして亦（ま）た茹（ゆだ）りません」と答えたため、一座はその上手く表現したことに感心した。
514年（延昌3年）、楊昱は本官のまま詹事丞を兼ねた。ときに皇太子元詡（後の孝明帝）が幼少で、側近の乳母のみが太子に面会でき、宮仕えの官僚たちは面会することができない状態にあった。楊昱はこのことを宣武帝に訴えると、宣武帝は非を認めて面会できるよう取りはからった。
数年を経て、楊昱は太尉掾に転じ、中書舎人を兼ねた。霊太后が幼い孝明帝の前では名を隠さずに上奏するよう言い渡したため、これを受けて楊昱は揚州刺史の李崇が車5台に財貨を積み、恒州刺史の楊鈞が銀の食器10具を作って、領軍の元叉に献上したことを上奏した。霊太后は元叉夫妻を呼び出して詰問したので、元叉はこのことで楊昱を恨んだ。楊昱の叔父の楊舒の妻は武昌王元和の妹にあたり、元和は元叉の従祖父にあたっていた。楊舒は早く亡くなり、1男6女を残したが、喪が明けると元氏は楊氏一族との別居をしきりに願い出ていた。楊昱の父の楊椿は別居を許さなかった。519年（神亀2年）、瀛州の民の劉宣明が反乱を計画し、事が発覚して逃亡した。元叉は元和と元氏を使嗾して楊昱が劉宣明を匿っていると誣告させ、加えて父の定州刺史楊椿と叔父の華州刺史楊津が武器300具を送って、反乱を計画していると言わせた。北魏の朝廷は軍人500人を動員し、夜間に楊昱の邸宅を包囲させ、楊昱を収監したが、何ら証拠を押収することができなかった。霊太后が事件を調べさせると、楊昱は元氏との仲違いが発端であることを説明した。霊太后は楊昱の縛を解かせ、元和と元氏にはともに死刑を命じた。しかし元叉が判決を曲げて、元和は免官にとどめ、元氏には連座させなかった。520年（正光元年）、元叉が霊太后を幽閉するにいたって、霊太后は楊昱を済陰国内史として出向させることで、迫害を避けさせた。中山王元熙が元叉を打倒すべく鄴で起兵すると、元叉は黄門の盧同を鄴に送って元熙を処刑させ、元熙の党与を追求させた。盧同は元叉の意を受けて、楊昱を済陰で逮捕して鄴に送り、100日のあいだ訊問させた。後に楊昱は任に戻された。
525年（孝昌元年）、楊昱は征虜将軍・中書侍郎に任じられ、給事黄門侍郎に転じた。ときに北鎮に飢民が二十数万人おり、楊昱は孝明帝の命を受けて使となり、飢民を冀州・定州・瀛州に分散させて食にありつかせた。後に反乱軍が豳州を包囲すると、楊昱は侍中を兼ね、北海王元顥の下で従軍して、豳州の包囲を破るのに貢献した。また雍州の蜀の張映龍と姜神達が州内の魏軍が出払っている隙に攻め取ろうと図ったため、雍州刺史の元修義が救援を求めてきた。都督の李叔仁が逡巡して雍州に向かおうとしなかったため、楊昱は「長安・関中は基盤の地であって、長安が守れなければ、涇州・豳州の魏軍も瓦解してしまう」といって、李叔仁を説得し、李叔仁とともに進軍して姜神達らを斬った。楊昱は軍の催督を命じられていたが、元顥の軍が動かなかった責任を問われて、免官された。無官のまま侍中・催軍の職務をつとめた。まもなく征虜将軍・涇州刺史に任じられた。やがて父の楊椿が雍州刺史として出向したため、楊昱は洛陽に召還され、吏部郎中・武衛将軍に任じられた。北中郎将に転じ、安東将軍の号を加えられた。527年（孝昌3年）、蕭宝寅らが涇州で敗れると、楊昱は七兵尚書・持節・仮撫軍将軍・都督となり、雍州で防衛にあたった。楊昱は反乱軍に敗れて洛陽に帰った。度支尚書に任じられ、撫軍将軍・徐州刺史に転じた。まもなく鎮東将軍の号を受け、仮車騎将軍・東南道都督となり、散騎常侍の位を加えられた。
528年（建義元年）、泰山郡太守の羊侃が南朝梁と通じて反乱を起こし、南朝梁の武帝が将軍の王弁に兵を与えて北魏の徐州に進攻させると、続霊珍が南朝梁の平北将軍となり、1万の兵を率いて番城を攻撃した。楊昱は別将の劉馘を派遣して続霊珍を撃破し、陣中で斬首させると、王弁を退却に追いこんだ。ときに羊侃の兄の羊深が北魏の徐州行台をつとめていたが、北魏の官僚たちは羊深を反乱者の近親として拘禁したいと考えていた。楊昱は春秋時代の羊舌肸（叔向）が同母弟の羊舌鮒を廃した故事を挙げて、羊侃の罪を羊深に及ぼすべきでないと主張し、議論を打ち切らせた。
529年（永安2年）、元顥が南朝梁の軍を引き入れて大梁に進攻しようとしていたため、楊昱は征東将軍・右光禄大夫の位を受け、散騎常侍・使持節・車騎将軍の位を加えられ、南道大都督となって、滎陽に駐屯した。元顥はすでに済陰王元暉業を捕らえ、進軍して滎陽の城下に迫った。元顥はその左衛の劉業や王道安らを派遣して楊昱に降伏を勧告してきたが、楊昱は応じなかった。元顥は城を攻め落とし、楊昱の身柄を捕らえた。元顥は楊昱を殺すつもりであったが、元顥の部将の陳慶之や胡光らが一命を赦すよう請願したため、元顥は楊昱の部下37人を斬ることでこれに代えた。元顥が洛陽に入ると、楊昱は官爵を剥奪されて民とされた。
元顥が爾朱栄に敗れて、孝荘帝が洛陽に帰還すると、楊昱は前官にもどされた。老父を養うため、解任を求めたが、帝に許されなかった。530年（永安3年）、孝荘帝が爾朱栄を殺害すると、楊昱は東道行台となり、兵を率いて爾朱仲遠の進軍をはばんだ。爾朱兆が洛陽に入ると、楊昱は洛陽に召還された。後に郷里に帰った。531年（普泰元年）、爾朱天光に殺害された。532年（太昌元年）、都督瀛定二州諸軍事・驃騎大将軍・司空公・定州刺史の位を追贈された。
子の楊孝邕は、員外郎となり、父が殺されると南方に逃れた。高歓の爾朱氏打倒に協力すべく、洛陽に潜入したが、発覚して爾朱世隆の命により処刑された。

## 伝記資料
- 『魏書』巻58 列伝第46
- 『北史』巻41 列伝第29
- 魏故驃騎大将軍司空公定州刺史楊公墓誌銘（楊昱墓誌）